# Associazione Polisportiva Trani 1967-1968
Questa voce raccoglie le informazioni riguardanti l'Associazione Polisportiva Trani nelle competizioni ufficiali della stagione 1967-1968.

## Rosa
| N. |                   | Ruolo | Calciatore          |
| -- | ----------------- | ----- | ------------------- |
|    | Italia (bandiera) |       | Aneona              |
|    | Italia (bandiera) | A     | Santo Barbato       |
|    | Italia (bandiera) | C     | Giosuè Basso        |
|    | Italia (bandiera) |       | Bove                |
|    | Italia (bandiera) | C     | Giorgio Brigo       |
|    | Italia (bandiera) | A     | Fernando Calzolari  |
|    | Italia (bandiera) | C     | Paolo Caradonna     |
|    | Italia (bandiera) | A     | Alfredo Ciannameo   |
|    | Italia (bandiera) | D     | Alberto Crivellenti |
|    | Italia (bandiera) | D     | Giuseppe Galvanin   |
|    | Italia (bandiera) | P     | Ezio Genero         |

| N. |                   | Ruolo | Calciatore            |
| -- | ----------------- | ----- | --------------------- |
|    | Italia (bandiera) | C     | Roberto Palma         |
|    | Italia (bandiera) |       | E.Palmieri            |
|    | Italia (bandiera) |       | N.Palmieri            |
|    | Italia (bandiera) | P     | Angelo Paticchio      |
|    | Italia (bandiera) | A     | Gianfranco Petris     |
|    | Italia (bandiera) | D     | Leonardo Pignataro    |
|    | Italia (bandiera) | C     | Italo Ricci Picciloni |
|    | Italia (bandiera) |       | Sorge                 |
|    | Italia (bandiera) | D     | Carlo Tacchini        |
|    | Italia (bandiera) | C     | Roberto Zurlini       |